# Donax cuneatus
Donax cuneatus is een tweekleppigensoort uit de familie  Donacidae. De wetenschappelijke naam is gepubliceerd in 1758 door Linnaeus in de tiende editie van Systema naturae.
Rechter en linker klep van hetzelfde exemplaar:

Rechter klep
Linker klep